# سعد بن حمد العتيق
سعد بن حمد العتيق (1268- 1349 هـ) من أبرز العلماء الذين كان لهم شأن في الجزيرة العربية.

## نشأته
ولد في مدينة الحلوة بحوطة بني تميم عام 1268هـ، ونشأ في رعاية والده الشيخ حمد يقرأ عليه جملٌ من المتون في التوحيد والفقه والحديث والنحو، ثم سافر إلى الهند طلباً للعلم عام 1299هـ، وقرأ على علمائها وأشهرهم صديق حسن خان الذي كان صديقاً لوالده الشيخ حمد، وبينهما مراسلات والشيخ نذير حسين الدهلوي والشيخ شريف حسين والشيخ محمد بشير السندي والشيخ سلامة الله الهندي، وبعد أن مكث في الهند تسع سنين توجه إلى مكة لأداء فريضة الحج؛ فالتقى بعلماء الحجاز منهم المحدث الشيخ شعيب بن عبد الرحمن المغربي، والشيخ أحمد بن إبراهيم النجدي وغيرهم، وقد تولى القضاء في الإفلاج في عهد ابن رشيد، ثم القضاء في مدينة الرياض في عهد الملك عبدالعزيز، ومن أشهر تلامذته: الشيخ عبدالله بن حسن آل الشيخ، والشيخ سعود بن محمد آل رشود، والشيخ محمد بن إبراهيم آل الشيخ، والشيخ عمر بن حسن آل الشيخ، والشيخ عبد اللطيف بن إبراهيم آل الشيخ، والشيخ سليمان بن سمحان، والشيخ عبد الله بن عبد العزيز العنقري، والشيخ سعد بن سعود آل مفلح الجذالين وغيرهم.

## مؤلفاته
- ألف رسالة سماها حجة التحريض في تحريم الذبح للمريض
- ألف رسالة سماها عقيدة الطائفة النجدية في توحيد الألوهية
- كان يقرض الشعر على طريقة العلماء؛ فنظم متن زاد المستقنع مختصر المقنع
- لهُ رسائل طُبعت في مجموع الرسائل والمسائل النجدية.[3]

## سماته ووفاته
يمتاز سعد بغزارة العلم، وسعة الاطلاع والتقى والصلاح والحرص على نشر الدعوة السلفية، وقد توفي رحمهُ الله في الثالث عشر من من جمادى الأولى من عام 1349هـ بالرياض، وقد جُمعت فتاويه ورسائله تحت عنوان المجموع المفيد من رسائل وفتاوى الشيخ سعد بن حمد بن عتيق، كما طُبع كتابه " نيل المراد بنظم متن الزاد"، وقد رثاه كثير من الشعراء أبرزهم شاعر نجدمحمد بن عثيمين الذي كان معاصراً له ومن قصيدته قوله: 
إلى أن قال:

## وصلات خارجية
- بين الملك عبد العزيز والشيخ سعد بن عتيق.